# Эола (Орегон)
Эола (англ. Eola) — статистически обособленная местность и невключённая территория, расположенная в округе Полк штата Орегон, США. По данным переписи населения 2010 года в посёлке проживало 45 человек. Расположена в 6 км к западу от Сейлема на автодороге штата Орегон 22 при слиянии рек Рикролл-Крик и Уилламетт. Входит в Сейлемский метрополитенский статистический ареал. Холмы Эола, названные так по поселению, возвышаются к северу.

## История
Первоначально Эола была названа Цинциннати в 1844 году поселенцами Джошуа "Овца" Шоу и его сыном А. С. Р. Шоу, которые считали, что это место напоминало Цинциннати, штат Огайо, где когда-то жил Джошуа. Джошуа Шоу получил своё прозвище поскольку был первым человеком, который в 1844 году привёз овец по суше в Орегон по Орегонской тропе.
Почтовое отделение в Цинциннати было создано в 1851 году и было первой остановкой на 70-мильном почтовом маршруте, который включал дом Натаниэля Форда в Рикролле и мельницу Несмита в Эллендейле.
Территориальный законодательный орган штата Орегон включил сообщество в 1856 году под именем «Эола». Название происходит от Эола, греческого бога ветров, хотя причина смены имени не ясна.
Почтовое отделение Цинциннати было также переименовано. Почтовое отделение Эола работало до 1901 года, а затем было временно восстановлено в 1955-1965 годах.
Первая школа в Эоле (тогда Цинциннати) была построена в 1853 году. Мисс Эбигейл Дж. Скотт, более известная как суфражистка Эбигейл Скотт Дунивей, была первой учительницей. Первоначальная школа сгорела и была заменена школой на Второй и Милл-стрит в 1858 году, которая работала до 1937 года. В 1937 году новая школа была построена с использованием гранта Управления общественных работ США. Это здание служило школой до 2003 года. Сейчас здание используется как церковь.

## География
По данным Бюро переписи населения США, общая площадь города составляет 0,2 км²

## Население
Согласно переписи населения 2000 года в городе проживало 49 человек. Плотность населения 315,3/ чел./км². Расовый состав города: 89,80 % — белые, 8,16 % — представители других рас, 2,04 % — представители двух и более рас. Число испаноязычных жителей любых рас составило 8,16 %.
Население города по возрастному признаку распределилось таким образом: 10,2 % — жители моложе 18 лет, 4,1 % находились в возрасте от 18 до 24-х лет, 26,5 % находились в возрасте от 25 до 44-х лет, 49,0 % находились в возрасте от 45 до 64-х лет, 10,2 % — лица 65 лет и старше.